# هيروشي نانامي
هيروشي نانامي، من مواليد 28 نوفمبر 1972 في فوجيدا في شيزوكا في اليابان، لاعب كرة قدم ياباني، وهو يلعب مع نادي سيريزو أوساكا.
بدأ نانامي مسيرته الكروية مع نادي جونتيندو يونفيرستي في عام 1991، ولعب معهم حتى عام 1995، وفي عام 1995 انتقل إلى نادي جوبيلو إيواتا، ولعب معهم حتى عام 1999، وفي موسم 1999/2000 انتقل إلى نادي فينيسيا الإيطالي، وعاد في عام 2000 إلى نادي جوبيلو إيواتا، ولعب معهم حتى عام 2006، وانتقل في عام 2006 إلى نادي سيريزو أوساكا.
و قد لعب نانامي مع منتخب اليابان لكرة القدم منذ عام 1995 وحتى عام 2002، وقد شارك في كأس العالم لكرة القدم 1998، وقد لعب 68 مباراة دولية وسجل 9 أهداف.

## روابط خارجية
- هيروشي نانامي على موقع الاتحاد الدولي (مؤرشف)  (الإنجليزية)
- هيروشي نانامي على موقع رابطة كرة القدم اليابانية للمحترفين (اليابانية)
- هيروشي نانامي على موقع قاعدة بيانات كرة القدم.إي يو (الإنجليزية)
- هيروشي نانامي على موقع ناشيونال فوتبول تيمز (الإنجليزية)
- هيروشي نانامي على موقع Soccerway.com (الإنجليزية)
- هيروشي نانامي على موقع عالم كرة القدم.نت (الإنجليزية)
- هيروشي نانامي على موقع كووورة